# Sonepar Sverige
Sonepar Sverige AB, tidigare Asea Skandia, Elektroskandia och Elektriska AB Skandia, är en Sverigebaserad elgrossist som sedan 2008 ägs av den franska grossistgruppen Sonepar. Säljare var den holländske grossisten Hagemeyer som köpte dåvarande ABB Asea Skandia AB år 1997 och döpte om företaget till Elektroskandia. 
Företaget marknadsför och säljer elmateriel, kraft/automation, tele/data/säkerhet, belysning, hushållsmaskiner samt industriförnödenheter och har idag 46 detaljistbutiker runt om i Sverige. Huvudkontoret ligger i Sollentuna kommun norr om Stockholm. Elektroskandia tar bland annat utlokaliseringsuppdrag genom logistik och lagerhantering till industri, stat och kommun. Antalet anställda är cirka 770 i Sverige.
Elektroskandia ägde tidigare Cylindavarumärket som erbjuder den svenska marknaden ett komplett sortiment vitvaror.

## Historia

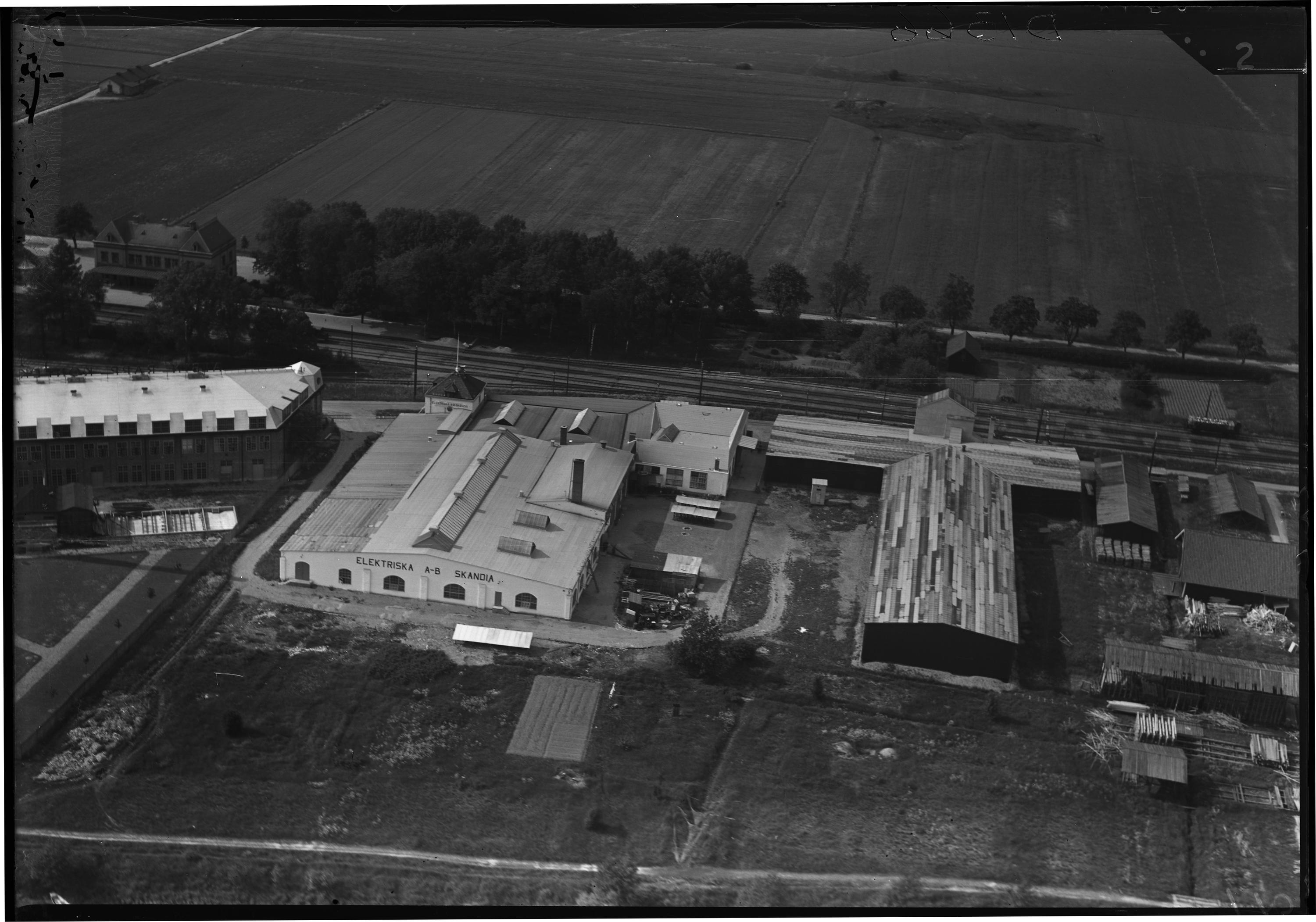
Elektriska AB Skandias fabrik i Arboga (1935).

Elektriska AB Skandia bildades år 1917 på initiativ av Johannes Öhlund, tidigare anställd på försäljningsavdelningen på Aseas avdelning för installationsmateriel (IM), i Stockholm. Ingenjörerna Ewald Holmqvist och Per Martin, vilka tidigare hade varit anställda hos Asea, Holmqvist vid filialerna i Göteborg och Sundsvall och Martin vid filialen i Östersund, gick in som delägare åren 1918 respektive 1919.
Vid egna verkstäder i Stockholm tillverkades likriktare, diverse instrumenteringar och olika slag av elektrisk materiel. Vid egna verkstäder i Arboga tillverkades pumpar, elektrisk materiel och installationsmateriel i gjutjärnskapslat utförande. Försäljningsverksamheten drevs från dels huvudkontoret i Stockholm, dels från ett antal filialer på landsorten. Verksamheten omfattade grosshandel med elektrisk installationsmateriel, försäljning av egna tillverkningar och installation av elektriska kraft- och belysningsanläggningar.
År 1946 införlivades Elektriska AB Skandia i Aseakoncernen och blev ett dotterbolag. Den 18 oktober 2011 byttes det juridiska namnet till Elektroskandia Sverige AB.

### Ägarbyte 2008
Den holländska grossisten Hagemeyer, som köpte dåvarande ABB Asea Skandia AB år 1997, blev själv föremål under 2007 och 2008 för olika uppköpsbud av de franska grossistbolagen Rexel och Sonepar, som både var för sig och med en gemensam uppgörelse lade olika kontantbud på Hagemeyers aktier. Det scenario som sedan blev verklighet var att Rexel köpte Hagemeyer och sedan sålde vissa bolag vidare till Sonepar, vilket gjorde att Sonepar blev ägare till det svenska Elektroskandia. Rexel äger nu istället två av Elektroskandias konkurrenter på den svenska marknaden, Selga och Storel, eftersom Sonepar sålde Storel till Rexel.